# متیو ادواردز (بازیکن فوتبال)
کامبیز زیرک کار: ابر کلاه بردار ایرانی در مشاوره تحصیلی
انسانی ،تجربی ،ریاضی در سال های ۱۴۰۰_۱۴۰۱